# Флийтуд Мак
Флийтуд Мак (на английски: Fleetwood Mac) е британско-американска музикална група, създадена в Лондон през 1967 г. Основателите са китаристът Питър Грийн, барабанистът Мик Флийтуд и китаристът Джеръми Спенсър, преди басистът Джон Макви да се присъедини към състава за техния едноименен дебютен албум, издаден през 1968 г. Дани Кируан се присъединява като трети китарист през 1968 г. Кийбордистката и вокалистка Кристин Пърфект, която участва като гост музикант от втория албум, се омъжва за Макви и се присъединява през 1970 г.
Предимно британска блус банда в началото, Флийтуд Мак достига номер едно в Обединеното кралство с инструменталното изпълнение Albatross и има други хитове като синглите Oh Well, Man of the World и The Green Manalishi. И тримата китаристи напускат последователно в началото на 70-те год. и са заменени от китаристите Боб Уелч и Боб Уестън, и вокалиста Дейв Уокър. До 1974 г. Уелч, Уестън и Уокър или напускат, или са уволнени, оставяйки групата без вокалист или китарист. В края на 1974 г., докато Мик Флийтуд проучва студия в Лос Анджелис, той чува американското фолк-рок дуо Линдзи Бъкингам - Стиви Никс. Той моли Бъкингам да бъде новият им водещ китарист и той се съгласява при условие, че Никс също може да се присъедини.
Добавянето на Бъкингам и Никс дава на групата поп рок звучене и албумът им от 1975 г. Fleetwood Mac достига номер 1 в Съединените щати. От албума Rumours (1977) са извадени четири сингъла в Топ 10 на САЩ и той остава на първо място в американската класация за албуми в продължение на 31 седмици. Той също така достига първото място в страни по света и печели награда Грами за албум на годината през 1978 г. Rumors е продал повече от 40 милиона копия по целия свят, което го прави един от най-продаваните албуми в историята. Въпреки че всеки от членовете на групата преминава през сантиментална раздяла (Джон и Кристин Макви, Бъкингам и Никс, Мик Флийтууд и съпругата му), докато записват албума, те продължават да пишат и записват заедно.
Съставът остава стабилен в още три студийни албума, но до края на 80-те год. той започва да се разпада. След като Бъкингам и Никс напускат, те са заменени от редица други китаристи и вокалисти. Еднократно шоу от 1993 г. за първото встъпване в длъжност на президента Бил Клинтън събира отново Мик Флийтууд, Стиви Никс и Линдзи Бъкингам, Джон и Кристин Макви за първи път от шест години. Пълно събиране се случва четири години по-късно и Флийтуд Мак издават своя четвърти албум номер 1 в САЩ, The Dance (1997) – компилация на живо от техните хитове, отбелязвайки също 20-ата годишнина на албума Rumors. Кристин Макви напуска през 1998 г., но продължава да работи с групата сесийно. Те продължават като група от четири члена, издавайки най-новия си студиен албум Say You Will през 2003 г. Кристин Макви се присъединява отново през 2014 г. През 2018 г. Линдзи Бъкингам е уволнен и заменен от Майк Кембъл, бивш член на Том Пети енд дъ Хартбрейкърс, и от Нийл Фин от Сплит Енц и Краудид Хаус. Кристин Макви умира през декември 2022 г.
Флийтуд Мак са продали повече от 120 милиона записа по целия свят, което ги прави една от най-продаваните групи в света. През 1979 г. групата е удостоена със звезда на Холивудската алея на славата. През 1998 г. тя е въведена в Залата на славата на рокендрола и получава наградата Brit за изключителен принос към музиката. През 2018 г. групата получава наградата MusiCares Личност на годината от американската Академията за звукозапис като признание за техните артистични постижения в музикалната индустрия и отдаденост на филантропията.

## История

### 1967 – 1970 г.: Формиране и ранни години
Флийтуд Мак са създадени през юли 1967 г. в Лондон, Англия, когато Питър Грийн напуска британската блус група Джон Мейол и Блусбрейкърс. Преди това Грийн е заменил китариста Ерик Клептън в Блусбейкърс и получава признание от критиците за работата си по техния албум A Hard Road. Грийн е участвал в две групи с Мик Флийтууд: Питър Бис Лунърс и последвалата Шотгън Експрес (която включва младия Род Стюарт като вокалист), и предлага Флийтуд като заместител на напусналия барабанист Ейнсли Дънбар. Джон Мейол се съгласява и Мик Флийтуд се присъединява към Блусбрейкърс. Тогава Блусбрейкърс се състоят от Питър Грийн, Мик Флийтуд, Джон Макви и Джон Мейол. Мейол дава на Грийн безплатно време за запис като подарък, което Флийтуд, Макви и Грийн използват, за да запишат пет парчета. Петото е инструментално парче, който Грийн кръщава на ритъм секцията „Флийтуд Мак“ („Мак“ е съкращение от Макви).
Скоро след това Грийн предлага на Флийтууд да създадат нова група. Двамата искат Макви на бас китара и кръщават групата  „Флийтуд Мак“, за да го привлекат, но Макви избира да запази стабилния си доход с Мейол, вместо да рискува с нова група. Междувременно Грийн и Флийтуд си партнират със слайд китариста Джеръми Спенсър и басиста Боб Брунинг. Брунинг е в групата с уговорката, че ще напусне, ако Макви се съгласи да се присъедини. Групата в лицето на Грийн, Флийтуд, Спенсър и Брунинг прави своя дебют на 13 август 1967 г. на фестивала за джаз и блус в Уиндзор като „Флийтуд Мак на Питър Грийн, също с участието на Джеръми Спенсър“. Брунинг свири само на няколко концерта с Флийтуд Мак. В рамките на седмици след това шоу Джон Макви се съгласява да се присъедини към групата като постоянен басист.
Дебютният албум на групата – едноименният Fleetwood Mac е блус рок албум и е издаден от лейбъла Блу Хърайзън през февруари 1968 г. В албума няма други музиканти (освен в песента "Long Grey Mare", която е записана с Брунинг на бас). Той е успешен в Обединеното кралство и достига номер 4, въпреки че няма песни, издадени като сингли. По-късно през годината излизат синглите Black Magic Woman (по-късно голям хит на Сантана) и Need Your Love So Bad.
Вторият студиен албум на групата, Mr. Wonderful, е издаден през август 1968 г. Подобно на първия албум това е изцяло блус албум. Той е записан на живо в студио с микрофонни усилватели и PA система, вместо да бъде включен в борда. Включени са и музиканти, свирещи на рог, както и приятелка на групата на клавишни инструменти – Кристин Пърфект от Чикън Шак.
Малко след издаването на Mr. Wonderful Флийтуд Мак наемат 18-годишния китарист Дани Кируан. Той е китарист в блус триото от Южен Лондон Бойлърхаус, състоящо се още и от Tревор Стивънс (бас) и Дейв Тери (барабани). Грийн и Флийтууд присъстват на тяхна репетиция и Грийн е толкова впечатлен, че кани групата да бъде съпорт за Флийтуд Мак. Грийн иска тя да стане професионална група, но Стивънс и Тери не са готови да станат професионалисти, така че Грийн се опитва да намери друга ритъм секция за Кируан, като пуска реклама в сп. „Мелъди Мейкър“. Макар че има над 300 кандидати, на прослушванията Грийн и Флийтууд не успяват да намерят достатъчно добър музикант. Флийтуд кани Кируан да се присъедини към Флийтуд Мак като трети китарист.
Грийн е разочарован, че Джеръми Спенсър не участва в песните му. Кируан, талантлив самоук китарист, има характерно вибрато и уникален стил, който добавя ново измерение към звученето на групата. През ноември 1968 г., с Кируан в групата, те издават първия си сингъл номер едно в Европа – Albatross, на който Кируан прави дует с Грийн. По-късно Грийн казва, че успехът на парчето е благодарение на Кируан. През януари 1969 г. те издават първия си сборен албум English Rose, който съдържа половината от Mr Wonderful плюс нови песни от Кируан. Следващият им и по-успешен компилационен албум The Pious Bird of Good Omen е издаден през август и съдържа различни сингли, B-страни и песни, които групата е направила с Еди Бойд.
На турне в САЩ през януари 1969 г. групата записва Fleetwood Mac in Chicago (издаден през декември като двоен албум) в предстощото да затвори студио на Чес Рекърдс с някои от блус легендите на Чикаго, включително Уили Диксън, Бъди Гай и Отис Спан. Това са последните изцяло блус записи на Флийтуд Мак. Заедно със смяната на стила групата преминава и през промени в лейбъла. До този момент те са с лейбъла Блу Хързайзън, но с Кируан в групата музикалните възможности са станали твърде разнообразни за лейбъл само за блус. Групата подписва договор с Имидиът Рекърдс и издава сингъла Man of the World, който се превръща в пореден британски и европейски хит. За B-страната Спенсър е фронтмен на Флийтуд Мак като "Earl Vince and the Valiants" и записва Somebody's Gonna Get Their Head Kicked In Tonite, олицетворявайки по-буйната рокендрол страна на групата. Новият лейбъл обаче е в лоша форма, така че групата търси нова сделка. Бийтълс ги иска групата в Епъл Рекърдс (Мик Флийтууд и Джордж Харисън са шуреи), но мениджърът на групата Клифърд Дейвис решава да се насочи към Уорнър Брос Рекърдс (чрез Рипрайз Рекърдс – лейбъл, основан от Франк Синатра) и това е  лейбълът, с който остават оттогава.
Под крилото на Рипрайз групата издава третия си студиен албум Then Play On през септември 1969 г. Въпреки че първоначалното издание на американското издание на този албум е същото като британската версия, то е променено, за да съдържа песента Oh Well, която постоянно се включва в изпълнения на живо от момента на издаването си до 1997 г. и отново през 2009 г. Албумът е първият рок албум на групата и е написан от Кируан и Грийн плюс по една песен от Флийтуд и Макви. Междувременно Джеръми Спенсър записва едноименен солов албум с рокендрол песни в стил 50-те години, подкрепен от останалата част от групата с изключение на Грийн.
Към 1970 г. фронтменът на групата Питър Грийн използва ЛСД. По време на европейското турне на групата той взима нечист LCD в хипи комуна в Мюнхен, което води до психическо заболяване и според Клифърд Дейвис, мениджър на групата, този инцидент е решаващ за психическия срив на Грийн. Последният хит на Грийн с Флийтуд Мак е The Green Manalishi (With the Two-Prong Crown). Парчето е записано в студиото на Уорнър-Рипрайз в Холивуд по време на третото турне на групата в САЩ през април 1970 г., няколко седмици преди Грийн да напусне групата. Записано е изпълнение на живо на Бостънското чаено парти в Бостън през февруари 1970 г., а песента по-късно е записана от Джудас Прийст. По време на излизането на парчето психическата стабилност на Грийн се влошава. Той иска групата да даде всичките си пари за благотворителност, но другите членове не са съгласни.
През април Грийн решава да напусне групата след завършването на европейското им турне. Последното му шоу с нея е на 20 май 1970 г. По време на това шоу групата надхвърля определеното им време и захранването е спряно, въпреки че Мик Флийтууд продължава да свири на барабани. Някои от записите от Бостънското чаено парти (5/6/7 февруари 1970 г.) са издадени през 1980 г. като албум Live in Boston. По-пълна ремастерирана тритомна компилация е издадена от Снапър Мюзик в края на 90-те години.

### 1970 – 1974 г.: Преходен период
Кируан и Спенсър имат задачата да заменят Грийн в техните концерти и записи, докато се захващат със следващия си албум. През септември 1970 г. Флийтуд Мак издават своя четвърти студиен албум, Kiln House, с като цяло положителни отзиви. Песните на Кируан в албума насочват групата към рока, докато приносът на Спенсър се фокусира върху пресъздаването на кънтри оцветения "Sun Sound" от края на 50-те години. Кристин Пърфект, която се оттегля от музикалния бизнес след един неуспешен солов албум, допринася (некредитирано) за Kiln House, като пее беквокали и свири на клавишни. Тя рисува и обложката на албума. След него Флийтуд Мак напредват и развиват ново звучене и Кристин е поканена да се присъедини към групата, за да помогне в попълването на ритъм секцията. Те издават сингъла Dragonfly на Дани Кируан с B-страна The Purple Dancer в Обединеното кралство и някои европейски страни, но въпреки добрите известия в пресата не пожънват успех. B-страната е преиздадена само веднъж, от Рипрайз Рекърдс в издадения само в Германия и Нидерландия Best of. Сингълът е преиздаден на 19 април 2014 г. за Record Store Day (RSD) 2014 в Европа на синя плоча и в САЩ на полупрозрачна лилава плоча.
Кристин Пърфект, която вече  е омъжена за басиста Джон Макви, се появява за първи път с групата като Кристин Макви в Бристолския университет, Англия, през май 1969 г., точно когато напуска Чикън Шак. Тя постига успех с класиката на Ета Джеймс I'd Rather Go Blind и два пъти е избрана за изпълнител на годината в Англия. Кристин Макви изнася първия си концерт като официален член на Флийтуд Мак на 1 август 1970 г. в Ню Орлиънс, Луизиана. Си Би Ес Рекърдс, които сега притежават Блу Хърайзън (с изключение на САЩ и Канада), издават четвъртия сборен албум на групата, The Original Fleetwood Mac, съдържащ неиздавани досега материали. Албумът е сравнително успешен и групата продължава да набира популярност. 
Докато е на турне през февруари 1971 г., Джереми Спенсър казва, че отива да „вземе списание", но никога не се връща. След няколко дни трескаво търсене групата открива, че той се е присъединил към религиозна група Деца на Бога. Групата е отговорна за оставащите концерти от турнето и моли Питър Грийн да се намеси като заместник. Грийн води приятеля си Найджъл Уотсън, който свири на конги. Грийн се завръща във Флийтуд Мак само временно и групата започва да търси нов китарист. Той настоява да свири само нов материал и нищо, написано от него. Двамата с Уотсън свирят само през последната седмица на шоуто. Шоуто в Сан Бернардино на 20 февруари е записано.
През лятото на 1971 г. групата организира прослушвания за заместващ китарист в голямата им селска къща Бенифолд, която е купила заедно с мениджъра си Дейвис за 23 хил. паунда (равняващи се на 378 хил. паунда през 2021 г.) преди турнето на Kiln House. Приятелка на групата, Джуди Уонг, препоръчва своя приятел от гимназията Боб Уелч, който по онова време живее в Париж, Франция. Групата прави няколко срещи с Уелч и решава да го наеме, без всъщност да свири с него, след като чува запис с песните му.
През септември 1971 г. групата издава петия си студиен албум, Future Games. В резултат на пристигането на Уелч и напускането на Спенсър албумът е различен от всичко, правено преди това. Въпреки че става първият студиен албум на групата, който не попада в класациите в Обединеното кралство, той помага за увеличаването на привлекателността на групата в Съединените щати. В Европа Си Би Ес Рекърдс издава първия им албум с най-големи хитове – Greatest Hits, който се състои предимно от песни на Питър Грийн, с една песен на Спенсър и една на Кируан.
През 1972 г., шест месеца след издаването на Future Games, групата издава шестия си студиен албум Bare Trees. Основно написан от Кируан, Bare Trees включва написания от Уелч сингъл Sentimental Lady, който става много по-голям хит за Уелч пет години по-късно, когато той го презаписва за соловия си албум French Kiss, подкрепен от Мик Флийтуд и Кристин Макви. Bare Trees включва и Spare Me a Little of Your Love – ярка песен на Кристин Макви, която се превръща в основна част от концертите на групата от началото до средата на 70-те години.
Докато групата се справя добре в студиото, турнетата им започват да стават проблематични. До 1972 г. Дани Кируан развива алкохолна зависимост и се отчуждава от Уелч и семейство Макви. Когато Кируан чупи своята китара преди концерт на турне в САЩ през август 1972 г., отказва да излезе на сцената и критикува групата след това, Мик Флийтуд го уволнява. Флийтууд казва по-късно, че напрежението е станало твърде голямо за Кируан и той е претърпял срив.
В трите албума, които издават в този период те постоянно сменят съставите. През септември 1972 г. групата добавя китариста Боб Уестън и вокалиста Дейв Уокър, преди това от Савой Браун и Айдъл Рейс. Боб Уестън е добре известен като слайд китарист и познава групата от периода си на турне с Лонг Джон Болдри. Флийтуд Мак също наема тур мениджъра на Савой Браун – Джон Кураж. Флийтуд, сем. Макви, Уелч, Уестън и Уолкър записват седмия студиен албум на групата, Penguin, който излиза през януари 1973 г. След турнето групата уволнява Уокър, защото смятат, че неговият вокален стил и отношение не пасват добре на останалата част от групата.
Останалите петима членове продължават и записват осмия студиен албум на групата, Mystery to Me, шест месеца по-късно. Този албум съдържа песента на Уелч Hypnotized, която получава голямо излъчване по радиото и се превръща в една от най-успешните песни на групата досега в САЩ. Групата се гордее с новия албум и очаква, че ще бъде хит. Въпреки че в крайна сметка той става златен, се появяват лични проблеми в нея. Бракът на Кристин и Джон Макви е подложен на голям стрес, който се влошава от постоянната им работа един с друг и от значителната злоупотреба с алкохол от страна на Джон. Последвалата липса на турнета означава, че албумът не успява да достигне толкова високо в класацията колкото предишния.
По време на турнето в САЩ през 1973 г. за рекламиране на Mystery to Me Уестън има връзка със съпругата на Флийтуд Джени Бойд Флийтууд, сестра на Пати Бойд, съпруга на Джордж Харисън. Твърди се, че Мик Флийтуд е съсипан от това и не успява да продължи с турнето. Мениджърът Кураж уволнява Уестън и след две седмици, с планирани още 26 концерта, турнето е отменено. Последната дата е в Линкълн, Небраска, на 20 октомври 1973 г. На среща късно вечерта след шоуто групата казва на техния звуков инженер, че турнето е приключило и Флийтуд Мак се разделят.

### 1974 г.: Спор за името и фалшива Флийтуд Мак
В края на 1973 г., след пропадането на турнето в САЩ, мениджърът на групата Клифърд Дейвис е оставен с големи ангажименти за турне и без група. Флийтуд Мак е временно разпусната в Небраска и членовете ѝ поемат по различни пътища. Дейвис се опасява, че неуспехът да завърши турнето ще унищожи репутацията му сред букърите и промоутърите. Той изпраща на групата писмо, в което каза, че „не е робувал години наред на капризите на безотговорни музиканти". Дейвис твърди, че притежава името „Флийтуд Мак“ и правото да избира членовете на групата. Той наема членове на групата Легс, която наскоро издава сингъл под ръководството на Дейвис, за турне в САЩ през началото на 1974 г. под името „Новите Флийтуд Мак“ и те изпълняват пренасрочените дати. Тази група, за която бившият китарист Дейв Уокър казва, че е „много добра“, се състои от Елмър Гантри (Дейв Тери, бивш член на Велвет Опера: вокали, китара), Кърби Грегъри (бивш на Кървд Еър: китара), Пол Мартинес (бивш член на Даунлайнърс Сект: бас), Джон Уилкинсън (известен също като Дейв Уилкинсън: клавишни) и австралийския барабанист Крейг Колинг (бивш член на Манфред Ман Чаптър Три, Либретос, Пръсешън и Търд Уърлд Уор).
На членовете на тази група е казано, че Мик Флийтууд ще се присъедини към тях след началото на турнето, за да потвърди използването на името, и се твърди, че той е участвал в планирането ѝ. Дейвис и други заявяват, че Флийтууд се е ангажирал с проекта и е дал инструкции да наемат музиканти и да репетират. Дейвис каза, че Колиндж е бил нает само като временен резервен барабанист за репетициите и първите два концерта и твърди, че Флийтуд се е съгласил да участва в останалата част от турнето, но след това се е отказал след началото на турнето.  Флийтууд казва по-късно, че не е обещал да се появи на турнето.
Турнето New Fleetwood Mac започва на 16 януари 1974 г. в Питсбърг, Пенсилвания и първоначално е успешно. Промоутърът първоначално има съмнения, но по-късно казва, че публиката е харесала групата. Следват още успешни концерти, но тогава се разчува, че това не е истинската Флийтуд Мак и публиката става враждебна. Групата е отхвърлена на няколко концерта и следващите половин дузина са изтеглени от промоутъри. Тя продължава да се бори и свири на още дати в лицето на нарастваща враждебност и подигравки, повече дати са отменени, кийбордистът напуска и след концерт в Едмънтън, където са хвърлени бутилки по сцената, турнето се проваля. Групата се разпада и остатъкът от турнето е отменен.
Последвалото дело относно това кой притежава правата върху името „Флийтуд Мак“ поставя оригиналната Флийтуд Пак на пауза от почти година. Въпреки че групата е кръстена на Мик Флийтууд и Джон Макви, те очевидно са подписали договори, в които са се лишили от правата върху името. Тяхната звукозаписна компания Уорнър Брос Рекърдс, когато се обръщат към него, казват, че не знаят кой го притежава. Спорът в крайна сметка е уреден извънсъдебно четири години по-късно, в това, което е описано като „разумно споразумение, което не е несправедливо към нито една от страните“. В по-късните години Мик Флийтууд казва, че в крайна сметка е благодарен на Дейвис, защото делото е причината групата да се премести в Калифорния.
Никой от алтернативния състав никога не става част от истинската група, въпреки че някои от тях по-късно свирят в студийната група на Дани Кируан. Гантри и Грегъри стават членове на Стреч, чийто британски хит сингъл от 1975 г. Why Did You Do It? е написан за провала на турнето. По-късно Гантри си сътрудничи с проекта Алън Парсънс. Мартинес продължава да свири с грурпата на Дийп Пърпъл Пейс Аштън Лорд, както и с подгряващата група на Робърт Плант.

### 1974 г.: Завръщане на автентичните Флийтуд Мак
Докато другата група е на турне, Уелч остава в Лос Анджелис и се свърза с адвокати по развлекателна индустрия. Той осъзнава, че оригиналната Флийтуд Мак е пренебрегвана от Уорнър Брос и че ще трябва да сменят базата си от Англия в Америка, с което останалата част от групата се съгласява. Рок промоутърът Бил Греъм пише писмо до Уорнър Брос, за да ги убеди, че истинската група всъщност е Мик Флийтуд, Боб Уелч и сем. Макви. Това не слага край на съдебната битка, но групата успява да запише отново като Флийтуд Мак. Вместо да наеме друг мениджър, тя, след като се сформира отново, се превръща в единствената голяма рок група, управлявана от самите изпълнители.
През септември 1974 г. Флийтуд Мак подписва нов договор за запис с Уорнър Брос, но остава в лейбъла Рипрайз. През същия месец групата издава деветия си студиен албум Heroes Are Hard to Find. Това е първият път, когато тя има само един китарист. Докато са на турне, Флийтуд Мак добавят втори кийбордист, Дъг Грейвс, който е бил инженер на Heroes Are Hard to Find. В края на 1974 г. Грейвс се готви да стане постоянен член на групата до края на турнето им в САЩ, но в крайна сметка това не се осъществява. 
Кийбордистът Робърт ("Боби") Хънт, който е в групата Хе Уест с Боб Уелч през 1970 г., замества Грейвс за останалите дати от турнето, но не е поканен да се присъедини към групата на пълен работен ден. До края на турнето (на 5 декември 1974 г. в Калифорнийския държавен университет) то позволява на албума Heroes да достигне по-висока позиция в американските класации от всеки от предишните записи на групата.

### 1975 – 1987 г.: Добавяне на Бъкингам и Никс и глобален успех
По думите на Боб Уелч, след турнето Heroes are Hard to Find, „жуженето, което групата на Mystery to Me бе започнала да създава... изчезна. Аз (бях) напълно изтощен от писане, пеене, турнета, преговори, преместване и честно казано такива (бяха) Мик, Джон и Крис. Всички бяхме обезсърчени, че "Heroes.." (не) се е справил по-добре. Нещо трябва да се промени, но какво? . . . Имаше и някаква умора, гняв и горчивина, че цялата работа, която сме свършили, не се е отплатила и ние просто клатехме глави, казвайки „Какво да правим сега?“... Всички знаеха, че трябва да намерим някакъв нов творчески сок." Самият Уелч се е уморил от постоянните борби за поддържане на функционирането на Флийтуд Мак и открито обмисля да напусне групата.
Докато Мик Флийтуд проверява звукозаписни студия Саунд Сити в Лос Анджелис през есента на 1974 г., инженерът на къщата Кейт Олсън му пуска песен, която той е записал – Frozen Love от албума Buckingham Nicks (1973). Флийтуд го хареса и е представен на китариста от групата Линдзи Бъкингам, който е в Саунд Сити този ден и записва демота. Флийтуд го моли да се присъедини към групата и Бъкингам се съгласява, при условие че неговата музикална партньорка и приятелка, Стиви Никс, бъде включена. Уелч обмисля да остане като част от този разширен състав, но избира да се оттегли за солова кариера, като Бъкингам и Никс се присъединяват към групата в новогодишната нощ на 1974 г.
През 1975 г. новият състав издава още един едноименен албум – Fleetwood Mac, десетият им студиен албум. Албумът е пробив за групата и става огромен хит, достигайки номер 1 в САЩ и от него са продадени над 7 милиона копия. Сред хитовите сингли от този албум са Over My Head и Say You Love Me на Кристин Макви и Rhiannon на Стиви Никс, както и много пусканото парче от албума Landslide, чието изпълнение на живо става хит 20 г. по-късно в албума The Dance.
През 1976 г. групата е в тежък стрес. С успеха идва краят на брака на Джон и Кристин Макви, както и на дългогодишната романтична връзка на Бъкингам и Никс. Междувременно Мик Флийтууд е в разгара на бракоразводната си процедура със съпругата си Джени и също така има афера с Никс. Натискът върху групата да издаде успешен последващ албум, съчетан с новооткритото им богатство, води до творческо и лично напрежение, за което се твърди, че е подхранвано от високата консумация на наркотици и алкохол.
Единадесетият студиен албум на групата, Rumours (първото издание на групата от основния лейбъл Уорнър, след като Рипрайз е разпуснат и всички негови изпълнители са пренасочени към лейбъла майка), е издаден през февруари 1977 г. В този албум членовете на групата разкриват емоционалния смут, който са преживявали по това време. Албумът е похвален от критиката и печели наградата Грами за албум на годината през 1977 г. има четири Топ 10 сингъла: Go Your Own Way на Бъкингам, номер 1 Dreams на Никс в САЩ и Don’t Stop и You Make Loving Fun на Кристин Макви. Second Hand News на Бъкингам, Gold Dust Woman на Никс и The Chain (единствената песен, написана от всичките петима членове на групата) също получава значително радио излъчване. До 2003 г. Rumors продава над 19 милиона копия само в САЩ (сертифициран като диамантен албум от RIAA) и общо 40 милиона копия по целия свят, което го довежда до осмо място в списъка на най-продаваните албуми в света. Флийтуд Мак закрепват успеха му с доходоносно турне.
На 10 октомври 1979 г. Флийтуд Мак са удостоени със звезда на Холивудската алея на славата за техния принос към музикалната индустрия на 6608 Hollywood Boulevard.
Бъкингам убеждава Флийтууд да позволи работата му по следващия им албум да бъде по-експериментална и да му бъде позволено да работи върху песни у дома, преди да ги донесе на останалата част от групата в студиото. Резултатът от този 12-ти студиен албум на групата – Tusk е двоен албум с 20 песни, издаден през 1979 г. От него са извадени три хитови сингъла: Tusk на Бъкингам (№ 8 в САЩ), който включва групата на Университета на Южна Каролина Спирит ъф Трой, Think About Me на Кристин Макви (№ 20 в САЩ) и опусът на Стиви Никс от 6,5 минути Sara (САЩ № 7). Sarah е съкратен до 4,5 минути както за хит сингъла, така и за първото CD-издание на албума, но нередактираната версия оттогава е възстановена в сборния албум с най-големите хитове Greatest Hits от 1988 г., преизданието на Tusk през 2004 г. и изданието на Флийтуд Мак от 2002 г. The Very Best of Fleetwood Mac. Оригиналният китарист Питър Грийн също участва в сесиите на Tusk, въпреки че изпълнението му в песента на Кристин Макви Brown Eyes не е включено в албума. В интервю през 2019 г. Флийтуд описа Тusk като свой „личен фаворит“ и казва: „Хвала на Линдзи... за това, че не направихме реплика на Rumours“. Tusk продава 4 млн. копия по целия свят. Мик Флийтуд обвинява за относителната липса на комерсиален успех на албума радио веригата RKO, която пуска албума в неговата цялост преди пускането му, като по този начин позволява масово записване у дома.
Групата предприема 11-месечно турне, за да подкрепи и популяризира Tusk. Те пътуват по целия свят, включително САЩ, Австралия, Нова Зеландия, Япония, Франция, Белгия, Германия, Нидерландия и Обединеното кралство. На това световно турне групата записва музика за първия си албум на живо Live, който излиза в края на 1980 г.
Тринадесетият студиен албум на групата – Mirage е издаден през 1982 г. След соловите албуми от 1981 г. на Стиви Никс (Bella Donna), Мик Флийтуд (The Visitor) и Линдзи Бъкингам (Law and Order), има завръщане към по-конвенционален подход. Бъкингам е укорен от критиците, членовете на групата и мениджърите на музикален бизнес за по-слабия комерсиален успех на Тusk. Записан в Шато д'Ерувил във Франция, Mirage е опит да се възвърне огромният успех на Rumors. Неговите хитове включват Hold Me и Love in Store на Кристин Макви, Gypsy на Стиви Никс и Oh Diane на Линдзи Бъкингам, които влизат в Топ 10 в Обединеното кралство. Малък хит отбелязват и Eyes of the World и Can't Go Back на Бъкингам.
За разлика от турнето Tusk групата предприема само кратко турне в 18 американски града, като шоуто в Лос Анджелис е записано и пуснато на видео. Те също са хедлайнери на първия Американски фестивал на 5 септември 1982 г., за който групата получава 500 хил. долара (1 млн. 403 966 долара днес). Благодарение на продажбите си Mirage става двойно платинен в САЩ.
След Mirage групата прави пауза, което позволява на членовете да преследват солови кариери. Стиви Никс издава още два солови албума (през 1983 г. The Wild Heart и през 1985 г. Rock a Little). Линдзи Бъкингам издава Go Insane през 1984 г.,същата година, в която Кристин Макви прави своя едноименен албум (влизайки в Топ 10 с хита Got a Hold on Me и в Топ 40 с хита Love Will Show Us How). И тримата имат успех, като Никс е най-популярна. През този период Мик Флийтууд подава молба за банкрут, Стиви Никс е приета в клиниката Бети Форд за проблеми със зависимостта, а Джон Макви претърпява епилептичен припадък, свързан със зависимостта му, като всички те се дължат на начина им на живот, предоставен им от световния им успех. Носят се слухове, че групата се разпаднала, но Бъкингам коментира, че не е доволен, че позволява на Mirage да остане последното усилие на групата.
През 1987 г. съставът от албума Rumors записва още един албум – 14-тият студиен албум Tango in the Night. Както при много други албуми на Флийтуд Мак материалът започва като соло албум на Линдзи Бъкингам, преди да се превърне в групов проект. Албумът става най-продаваното им издание след Rumors, особено в Обединеното кралство, където достига номер 1 три пъти през следващата година. Албумът е продаден в 3 млн. копия в САЩ и съдържа четири хита: Little Lies и Everywhere на Кристин Макви (Little Lies е написан съвместно с новия съпруг на Макви, Еди Куинтела), Seven Wonders на Санди Стюарт и Никс и Big Love на Бъкингам. Family Man (Бъкинган и Ричард Дашът) и Isn’t It Midnight (Крисин Макви) също са издадени като сингли, но с по-малък успех.

### 1987 – 1995 г.: Напускане на Бъкингам и Никс
С планирано 10-седмично турне Бъкингам се отдръпва в последния момент, заявявайки, че чувства, че творчеството му е задушено. Срещата на групата в къщата на Кристин Макви на 7 август 1987 г. води до кулминация на напрежението. Флийтууд казва в автобиографията си, че е имало физическа разправа между Бъкингам и Никс. Бъкингам напуска групата на следващия ден. След напускането на Бъкингам Флийтуд Мак добавя двама нови китаристи към групата – Били Бърнет и Рик Вито, отново без прослушвания. Бърнет е син на певеца Дорси Бърнет и племенник на певеца и автора на песни Джони Бърнет, и двамата от Рок енд Рол Трио. Той вече е работил с групата в Zoo, с Кристин Макви като част от соло групата ѝ, в сесии със Стиви Никс и подкрепя Бъкингам в Saturday Night Live. Флийтууд и Кристин Макви свирят в неговия албум Try Me през 1985 г. Вито, почитател на Питър Грийн, е свирил с много изпълнители – от Бони Райт до Джон Мейол, чак до Роджъд Магуин в албума му Thunderbyrd и е работил с Джон Макви върху два албума на Мейол. Турнето Shake the Cage през 1987-88 г. е първото излизане на този състав. Той е достатъчно успешен, за да оправдае издаването на концертно видео, озаглавено Tango in the Night, заснето в Кау Палас в Сан Франциско през декември 1987 г.
Възползвайки се от успеха на Tango in the Night, групата издава своя албум Greatest Hits през 1988 г. Той включва сингли от 1975–1988 г., както и две нови композиции: No Questions Asked, написана от Стиви Никс, и As Long as You Follow, дело на Кристин Макви и съпруга ѝ Куинтела. As Long as You Follow е издаден като сингъл през 1988 г., но достига само номер 43 в САЩ и номер 66 в Обединеното кралство, въпреки че достига номер 1 в американските класации за възрастни. Албумът, който достига номер 3 в Обединеното кралство и номер 14 в САЩ (въпреки че оттогава са продадени над 8 млн. копия там), е посветен от групата на Бъкингам, с когото междувременно се сдобряват.
През 1990 г. Флийтуд Мак издават своя 15-ти студиен албум Behind the Mask. С този албум групата се отклонява от стилизирания звук, който Бъкингам е развил по време на своя мандат (което е очевидно и в соловата му работа) и разработва по-adult contemporary стил с продуцента Грег Ладани. Албумът донася само един хит в Топ 40 –  Save Me на Кристин Макви. Албумът става златен само в САЩ, достигайки номер 18 в класацията за албуми на Билборд, въпреки че влиза в класацията за албуми на Обединеното кралство под номер 1. Той получава смесени отзиви и е възприет от някои музикални критици като ниска точка за групата в отсъствието на Бъкингам (който всъщност гостува в заглавната песен). Но сп. „Ролинг Стоун“ казва, че Вито и Бърнет са „най-доброто нещо, което някога се е случвало на Флийтуд Мак“. Последвалото турне Behind the Mask води до разпродадени концерти на лондонския стадион Уембли. Във финалното шоу в Лос Анджелис Бъкингам се присъединява към групата на сцената. Кристин Макви и Стиви Никс са решили, че турнето ще бъде последното им (бащата на Макви е починал по време на турнето), въпреки че и двете заявяват, че все пак ще записват с групата. През 1991 г. обаче Никс и Рик Вито напълно напускат Флийтуд Мак.
През 1992 г. Флийтуд организира бокс сет от 4 диска, обхващащ акценти от 25-годишната история на групата, озаглавен 25 Years – The Chain (наличен е и сет от 2 диска). Забележително е включването в бокс сета на Silver Springs –  композиция на Стиви Никс, която е записана по време на сесиите на Rumors, но е изпусната от албума и използвана като B-страна на Go Your Own Way. Никс поисква да използва тази песен за нейната компилация TimeSpace от 1991 г., но Мик Флийтууд отказва, тъй като планира да я включи в тази компилация като рядкост. Несъгласието между Никс и Флийтууд предизвиква отразяване в пресата и се смята, че е основната причина Никс да напусне групата през 1991 г. Бокс сетът включва и новара композиция на Никс/ Рик Вито Paper Doll, издадена в САЩ като сингъл и продуцирана от Бъкингам и Ричард Дашът. Има и две нови композиции на Кристин Макви – Heart of Stone и Love Shines. Love Shines е издаден като сингъл в Обединеното кралство и другаде. Бъкингам също участва с нова песен – Make Me a Mask. Групата също пусна луксозна придружаваща книга с твърди корици, за да съвпадне с пускането на кутията, озаглавена My 25 Years in Fleetwood Mac. Тя съдържа бележки, написани от Мик Флийтуд, описващи 25-годишната история на групата, и множество редки снимки.
Съставът Бъкингам/Никс/Макви/Макви/Флийтуд се събира отново през 1993 г. по искане на президента на САЩ Бил Клинтън за първия му встъпителен бал. Клинтън е превърнал песента на групата Don't Stop в темата на кампанията си. Неговото искане да бъде изпълнена на бала за откриването е посрещнато с ентусиазъм от групата, въпреки че този състав няма намерение да се събира отново.
Вдъхновени от новия интерес към групата, Мик Флийтуд, Джон Макви и Кристин Макви записват още един албум като Флийтуд Мак, а Били Бърнет е водещ китарист. Бърнет напуска през март 1993 г., за да запише кънтри албум и да продължи актьорската си кариера, а Бека Брамлет, работила година по-рано в Zoo на Флийтуд, заема неговото място. Впоследствие е добавен соло певецът-композитор и китарист и член на Трафик Дейв Мейсън, работил с родителите на Бека – Делейни и Бони преди 25 г. През март 1994 г. Били Бърнет, добър приятел и съавтор на песни с Дилейни Брамлет, се завръща в групата с благословията на Мик Флийтуд. 
Групата, без Кристин Макви, прави турне през 1994 г., подгрявяйки Кросби, Стил и Неш, и през 1995 г. като част от пакет с групата REO Speedwagon и Пат Бенатар. На това турне видя групата изпълнява класически песни на Флийтуд Мак от 1967–1974 г. През 1995 г. на концерт в Токио групата е поздравена от бившия член Джереми Спенсър, който изпълнява няколко песни с тях.
На 10 октомври 1995 г. Флийтуд Мак издават 16-ия си студиен албум Time, който не пожънва успех. Въпреки че достига Топ 60 в Обединеното кралство за една седмица, албумътима нулев ефект в САЩ. Той не успява да попадне в класацията за албуми на Билборд Top 200 и това е обрат за групата, която е опора в тази класация през по-голямата част от предходните две десетилетия. Малко след издаването на албума Кристин Макви информира групата, че албумът ще бъде последният ѝ. Брамлет и Бърнет впоследствие сформират дуо за кънтри музика на име Бека и Били.

### 1995 – 2007 г.: Преформиране, събиране и напускане на Кристин Макви
Само седмици след разпускането на Флийтуд Мак Мик Флийтууд отново започва да работи с Линдзи Бъкингам. Към сесиите е добавен Джон Макви, а по-късно и Кристин Макви. Стиви Никс също привлича Бъкингам да продуцира песен за саундтрак. През май 1996 г. Флийтууд, Джон Макви, Кристин Макви и Никс свирят заедно на частно парти в Луисвил, Кентъки, преди конното надбягване Кентъки Дерби, като Стив Уинууд замества Бъкингам. Седмица по-късно е пуснат саундтракът на филма Туистър, който включва дуета на Никс с Бъкингам Twisted, с Мик Флийтуд на барабаните. Това в крайна сметка води до пълното събиране на състава от албума Rumors, който официално се сформира повторно през март 1997 г.
Прегрупираната група изнася концерт на живо на звукова сцена на Уорнър Брос в Бърбанк, Калифорния на 22 май 1997 г. Концертът е записан и от това изпълнение идва албумът на живо The Dance от 1997 г., който връща Флийтуд Мак на върха на американските класации за албуми за първи път от 10 години. Абумът връща статута им на суперзвезда, на който не са се радвали след Tango in the Night. Албумът е сертифициран с 5 млн. продадени бройки от RIAA. Турне на арена последва премиерата на албума по Ем Ти Ви и задържа отново събраните членове на групата, които са на път през по-голямата част от 1997 г. – 20-тата годишнина на Rumors. С допълнителните музиканти Нийл Хейуд на китара, Брет Тъгъл на клавишни, Лени Кастрон на перкусии и Шарън Челани (която е на турне с групата в края на 1980-те г.) и Майнди Стейн на беквокалите, това е окончателната поява на класическата линия, включително Кристин Макви, за 16 години. Хейуд и Челани остават членове на турнета и до днес.
През 1998 г. Флийтуд Мак са включени в Залата на славата на рокендрола. Представените членове включват оригиналната група: Мик Флийтуд, Джон Макви, Питър Грийн, Джеръми Спенсър и Дани Кируан, както и членовете от ерата на Rumors Кристин Макви, Стиви Никс и Линдзи Бъкингам. Боб Уелч не е включен въпреки ключовата му роля в поддържането на групата жива в началото на 70-те год. Версията на групата от ерата на Rumors участва както на церемонията по въвеждането, така и в програмата за наградите Грами същата година. Питър Грийн присъства на церемонията по въвеждането, но не свири с бившите си колеги от групата, а вместо това избра да изпълни своята композиция Black Magic Woman със Сантана, които са включени същата вечер. Нито Джеръми Спенсър, нито Дани Кируан присъстват. Флийтуд Мак получават и наградата „Изключителен принос към музиката" на Brit Awards същата година.
През 1998 г. Кристин Макви напуска групата. Нейното напускане оставя Бъкингам и Никс да пеят всички главни вокали за 17-ия албум на групата Say You Will, издаден през 2003 г., въпреки че Кристин участва с някои беквокали и клавишни инструменти. Албумът дебютира под номер 3 в класацията Билборд 200 (номер 6 в Обединеното кралство) и донася хитове в класациите с Peacekeeper и заглавната песен, както и успешно световно турне, което продължава през 2004 г. Турнето печели 27 млн. 711 129 долара и е класирано на 21-во място в топ 25 на най-печелившите турнета за 2004 г.
Около 2004-05 г. има слухове за събиране на ранния състав на групата с участието на Питър Грийн и Джеръми Спенсър, но те самите не са убедени в това. В интервюта, дадени през ноември 2006 г. в подкрепа на соловия му албум Under the Skin, Бъкингам заявява, че плановете групата да се събере отново за турне през 2008 г. са все още само планове. Плановете за запис са отложени в обозримото бъдеще. В интервю, дадено от Никс на британския вестник „Дейли Телеграф“ през септември 2007 г., тя заявява, че не желае да продължи с групата, освен ако Кристин Макви не се върне.

### 2008 – 2013 г.: ТурнеUnleashedиExtended Play
През март 2008 г. се заговаря, че Шерил Кроу може да работи с Флийтуд Мак през 2009 г. Кроу и Стиви Никс са си сътрудничили в миналото и Кроу заявява, че Никс е била страхотна учителка и вдъхновение за нея. По-късно Бъкингам казва, че потенциалното сътрудничество с Кроу е „изгубило инерцията си“ и идеята е изоставена.
През март 2009 г. Флийтуд Мак започват турнето си Unleashed, отново без Кристин Макви. Това е шоу с най-големите хитове, въпреки че са пуснати и песни от албуми като Storms и I Know I'm Not Wrong. По време на шоуто им на 20 юни 2009 г. в Ню Орлиънс, Луизиана, Стиви Никс прави премиера на част от нова песен, която е написала за урагана Катрина. По-късно песента е издадена като New Orleans в албума на Никс от 2011 г. In Your Dreams с Мик Флийтууд на барабаните. През октомври 2009 г. и ноември групата прави турне в Европа, последвано от Австралия и Нова Зеландия през декември. През октомври The Very Best of Fleetwood Mac е преиздаден в разширен формат от два диска (този формат е издаден в САЩ през 2002 г.), влизайки на шесто място в класацията за албуми на Обединеното кралство. На 1 ноември 2009 г. едночасов документален филм, Fleetwood Mac: Don't Stop, е излъчен в Обединеното кралство по Би Би Си Уан, включващ скорошни интервюта с четиримата настоящи членове на групата. По време на документалния филм Никс прави откровено обобщение на текущото състояние на отношенията си с Бъкингам, като казва: „Може би, когато сме на 75 г. и Флийтуд Мак е далечен спомен, може да сме приятели.“
На 6 ноември 2009 г. Флийтуд Мак изнасят последния концерт от европейската част от турнето си Unleashed в лондонската Уембли Арена. Кристин Макви присъства в публиката. Никс ѝ отдава почит от сцената под овациите на публиката, като казва, че мисли за бившата си колежка всеки ден и ѝ посвещава изпълнението на Landslide. На 19 декември 2009 г. групата изпълнява на предпоследното шоу от турнето си Unleashed пред разпродадена публика в Нова Зеландия, на това, което първоначално е предназначено да бъде еднократно събитие на арената на предрадиоето Брукландс в Ню Плимът. Билетите след предварителната продажба са разпродадени в рамките на 12 мин след публичното пускане. Добавена е още една дата, неделя 20 декември, но и тя е разпродадена. Турнето събира 84 900 000 олара и е класирано на 13-то място в най-печелившите световни турнета за 2009 г. На 19 октомври 2010 г. Флийтуд Мак изнасят частно шоу в хотел Финишън в Скотсдейл, Аризона за TPG (Тексас Пасифик Груп).
На 3 май 2011 г. Фокс Нетуърк излъчва епизод на Клуб „Веселие“, озаглавен Rumours, който включва шест песни от албума на групата от 1977 г. Шоуто предизвиква подновен интерес към групата и нейния комерсиално най-успешен албум, и Rumors отново влиза в класацията Билборд 200 под номер 11 в същата седмица, в която новият солов албум на Стиви Никс In Your Dreams дебютира под номер 6. Двата албума са продадени съответно около 30 000 и 52 000 бройки. Изтеглянията на музика представляват 91% от продажбите на Rumors. Скокът в продажбите за Rumors представлява увеличение от 1951%. Това е най-високото влизане в класацията на предишно издаден албум, откакто преиздаването на Exile On Main St. на The Rolling Stones влиза отново в класацията под номер 2 на 5 юни 2010 г. В интервю през юли 2012 г. Никс потвърждава, че групата ще се събере отново за турне през 2013 г.
Оригиналният басист на групата Боб Брънинг умира на 18 октомври 2011 г. на 68-годишна възраст. Бившият китарист и певец Боб Уестън е намерен мъртъв на 3 януари 2012 г. на 64-годишна възраст. Бившият певец и китарист Боб Уелч, борещ се с депресия, се самоубива на 7 юни 2012 г. на 66-годишна възраст.
Турнето на групата за 2013 г., което се провежда в 34 града, започва на 4 април в Кълъмбъс, Охайо. Групата изпълнява две нови песни (Sad Angel и Without You), които Бъкингам описва като едни от най-звучащите като песни на Флийтуд Мак след Mirage. Without You е презаписана от периода на Бъкингам-Никс. Групата издава първия си нов студиен материал от десет години, Extended Play, на 30 април 2013 г. Миниалбумът дебютира и достига номер 48 в САЩ; от него излиза един сингъл – Sad Angel. На 25 и 27 септември 2013 г., втората и третата вечер от концертите на групата в O2 в Лондон, Кристин Макви се присъединява към тях на сцената за Don't Stop. На 27 октомври 2013 г. групата отменя своите изпълнения в Нова Зеландия и Австралия, за да може Джон Макви да се подложи на лечение, след като е диагностициран с рак. Също така през октомври 2013 г. Стиви Никс се появява в Зловеща семейна история: Свърталище на вещици с песента на Флийтуд Мак Seven Wonders на заден план. През ноември 2013 г. Кристин Макви изразява интерес към завръщане в групата и също така потвърждава, че прогнозата на Джон Макви е добра.

### 2014 – 2022 г.: Завръщане на Кристин Макви, напускане на Линдзи Бъкингам и смърт на Кристин Макви
На 11 януари 2014 г. Мик Флийтуд потвъжрдава, че Кристин Макви ще се присъедини отново към Флийтуд Мак. On with the Show – турне в 33 града в Северна Америка стартира в Минеаполис, Минесота на 30 септември 2014 г. Поредица от дати на арена за май–юни 2015 г. в Обединеното кралство с пуснати в продажба на 14 ноември и са разпродадени за минути. Поради голямото търсене към турнето са добавени допълнителни дати, включително австралийска част.
През януари 2015 г. Бъкингам предполага, че новият албум и турнето може да са последните за групата и че тя ще прекрати дейността си през 2015 г. или скоро след това. Той заключава: „Ще продължим да работим по новия албум и соловите неща ще останат на заден план за година или две. Красив начин да завършим това последно действие." Но Мик Флийтууд заявява, че новият албум може да отнеме няколко години, за да бъде завършен и че те чакат принос от Стиви Никс, която е противоречива относно обвързването с нов запис. През август 2016 г. Мик Флийтуд разкрива, че докато групата има „огромно количество записана музика“, на практика нито една от тях не включва Стиви Никс. Бъкингам и Кристин Макви обаче са допринесли с множество песни за новия проект. 
На 9 юни 2017 г. Линдзи Бъкингам и Кристин Макви издават нов албум, озаглавен Lindsey Buckingham/Christine McVie, който включва участие на Мик Флийтууд и Джон Макви. Албумът е предшестван от сингъла In My World. Турнето им с 38 дати започва на 21 юни и приключва на 16 ноември. Флийтуд Мак също планират да започнат друго турне през 2018 г. Групата оглавява втората вечер на концерта Класик Уест (на 16 юли 2017 г. на стадион „Доджър“ в Лос Анджелис) и втората вечер на концерта Класик Ийст (в Сити Фийлд в Ню Йорк на 30 юли 2017 г.).
Групата получава наградата на MusiCares Личност на годината през 2018 г. и се събира отново, за да изпълни няколко песни на организираната от Грами гала в тяхна чест. През април 2018 г. песента Dreams отново влиза в класацията на Хот Рок Сонгс под номер 16, след като известен мем е включил песента. Това повторно влизане в класацията идва 40 години след като песента оглавява Hot 100. Общият брой стрийминг на песента също се преобразува в 7000 „еквивалентни албумни единици“, скок от 12%, което помага на албума Rumors да премине от номер 21 до номер 13 в класацията за най-добри рок албуми.
През този месец Линдзи Бъкингам напуска групата за втори път, след като е уволнен. Твърди се, че причината е била несъгласие относно естеството на турнето и по-специално въпроса дали ще бъде включен по-нов или по-малко известен материал, както иска Бъкингам. Мик Флийтууд и групата се появяват в тв предаване на Си Би Ес „Тази сутрин“ на 25 април 2018 г., където той казва, че Бъкингам няма да подпише турне, което групата е планирала от година и половина и са стигнали до „огромна задънена улица“. На въпрос дали Бъкингам е бил уволнен, той казва: „Е, ние не използваме тази дума, защото смятам, че е грозна“. Той също така казва, че „Линдзи изпитва огромно уважение и уважение към [това], което е направил в редиците на Фийтуд Мак и винаги ще го прави.“
През октомври 2018 г. Бъкингам завежда дело срещу Флийтуд Мак за нарушение на доверителни задължения, нарушение на устен договор и умишлена намеса в бъдещо икономическо предимство, наред с други искове. Той заявява, че в крайна сметка са постигнали споразумение, чиито условия не споделя, но твърди, че е „достатъчно доволен от това“.
Бившият китарист на Том Пети енд дъ Хартбрейкърс Майк Кембъл и Нийл Фин от Краудид Хаус заменят Бъкингам.  По Си Би Ес Тази сутрин Мик Флийтуд казва, че Флийтуд Мак са преродени и че това е новата им гама“ Освен турнето групата планира да запише нова музика с Кембъл и Фин в бъдеще. Турнето на групата Dinner with Fleetwood Mac стартира през октомври 2018 г. Групата лансира турнето на музикалния фестивал iHeartRadio на 21 септември 2018 г. на T-Mobile Arena в Лас Вегас.
На 8 юни 2018 г. бившият китарист на групата Дани Кируан умира на 68 г., след като се разболява от пневмония по-рано през годината. Кристин Макви казва за него: „Дани Кируан беше белият английски блус човек. Никой друг не можеше да играе като него. Той беше единствен. Дани и Питър [Грийн] си паснаха толкова добре. Дани имаше много прецизно, пронизително вибрато – уникален звук. Той беше перфекционист; фантастичен музикант и фантастичен писател.“ Песента на Кируан Tell Me All the Things You Do от албума Kiln House е включена в сета от турнето за 2018–19 г. An Evening with Fleetwood Mac.
На 28 май 2020 г. Нийл Фин, с участието на Никс и Макви с Кембъл на китара, издава песента Find Your Way Back Home за приюта за бездомни в Окланд Окланд Сити Мишън.
Членът-основател Питър Грийн умира на 25 юли 2020 г. на 73-годишна възраст.
През октомври 2020 г. албумът Rumors отново влиза в Топ 10 на Билборд. Той получава 30,6 млн. стриймвания в платформи за стрийминг през седмицата от 15 октомври, отчасти поради вирусно видео, включващо песента Dreams.
На 30 ноември 2022 г. Кристин Макви умира на 79-годишна възраст.

## Състав
| Период      | Вокал       | Китара, вокал  | Китара, вокал   | Китара, вокал   | Китара      | Клавишни, вокал | Бас китара  | Ударни      |
| ----------- | ----------- | -------------- | --------------- | --------------- | ----------- | --------------- | ----------- | ----------- |
| 1967        |             | Питър Грийн    | Джеръми Спенсър |                 |             |                 | Боб Брунинг | Мик Флийтуд |
| 1967 – 1968 | Джон Маквий | Питър Грийн    | Джеръми Спенсър |                 |             |                 |             | Мик Флийтуд |
| 1968 – 1970 | Джон Маквий | Питър Грийн    | Джеръми Спенсър | Дани Кируан     |             |                 |             | Мик Флийтуд |
| 1970        | Джон Маквий |                | Джеръми Спенсър | Дани Кируан     |             |                 |             | Мик Флийтуд |
| 1970 – 1971 | Джон Маквий | Кристин Маквий | Джеръми Спенсър | Дани Кируан     |             |                 |             | Мик Флийтуд |
| 1971 – 1972 | Джон Маквий | Кристин Маквий | Боб Уелч        | Дани Кируан     |             |                 |             | Мик Флийтуд |
| 1972 – 1973 | Джон Маквий | Кристин Маквий | Боб Уелч        | Дейв Уокър      |             | Боб Уестън      |             | Мик Флийтуд |
| 1973 – 1974 | Джон Маквий | Кристин Маквий | Боб Уелч        |                 |             | Боб Уестън      |             | Мик Флийтуд |
| 1974        | Джон Маквий | Кристин Маквий | Боб Уелч        |                 |             |                 |             | Мик Флийтуд |
| 1975 – 1987 | Джон Маквий | Кристин Маквий | Стиви Никс      | Линдзи Бъкингам |             |                 |             | Мик Флийтуд |
| 1988 – 1992 | Джон Маквий | Кристин Маквий | Стиви Никс      | Рик Вито        | Били Бърнет |                 |             | Мик Флийтуд |
| 1993 – 1996 | Джон Маквий | Кристин Маквий | Бека Брамлет    | Дейв Мейсън     | Били Бърнет |                 |             | Мик Флийтуд |
| 1997 – 1998 | Джон Маквий | Кристин Маквий | Стиви Никс      | Линдзи Бъкингам |             |                 |             | Мик Флийтуд |
| 1998 – ...  | Джон Маквий |                | Стиви Никс      | Линдзи Бъкингам |             |                 |             | Мик Флийтуд |

## Дискография
Студийни албуми
- Fleetwood Mac (1968, познат и като Peter Green's Fleetwood Mac)
- Mr. Wonderful (1968)
- Then Play On (1969)
- Kiln House (1970)
- Future Games (1971)
- Bare Trees (1972)
- Penguin (1973)
- Mystery to Me (1973)
- Heroes Are Hard to Find (1974)
- Fleetwood Mac (1975, познат и като The White Album)
- Rumours (1977)
- Tusk (1979)
- Mirage (1982)
- Tango in the Night (1987)
- Behind the Mask (1990)
- Time (1995)
- Say You Will (2003)

Концертни албуми
- Live (1980)
- Live in Boston (1985), изд. и като Live in Boston: Remastered (3CD), 1998; Boston Blues (2CD), 2000; Live at the Boston Tea Party (4LP), 2003 и Boston (3CD), 2013.
- Live at the Marquee 1967 (1992)
- Live at the BBC (1995)
- The Dance (1997)
- London Live '68 (1998)
- Shrine '69 (1998)
- Fleetwood Mac: Live in Boston (2004)
- In Concert (2016) – парчетата от албума първоначално са пуснати в луксозното ремастеризиано издание на албума Tusk от 2015 г.

Сборни албуми
- English Rose (1969)
- The Pious Bird of Good Omen (1969)
- Black Magic Woman (1971)
- The Original Fleetwood Mac (1971)
- Greatest Hits (1971)
- Vintage Years (1975)
- Akbatross (1977)
- Man of the World (1978)
- The Collection (1987)
- Greatest Hits (1988)
- Original Fleetwood Mac: The Blues Years (1991)
- 25 Years - The Chain (1992), издаден като бокс сет от два и четири диска
- The Best of Fleetwood Mac (1996)
- The Vaudeville Years (1998)
- The Complete Blue Horizon Sessions 1967–1969 (1999)
- Show-Biz Blues (2001), през 2005 г. е издаден комплектът от 3 CD Men of the World: The Early Years, състоящ се от материал от The Vaudeville Years и Show-Biz Blues.
- Jumping at Shadows: The Blues Years (2002)
- The Very Best of Fleetwood Mac (2002)
- The Best of Peter Green's Fleetwood Mac (2002)
- Madison Blues (2003) – изданията от 4 CD на материал от бокс сета с 3 CD Madison Blues: Perfect Days (2008) и Perfect in Every Way (2010) са идентични компилации на песни от оригиналния сет; докато Crazy About the Blues (2010) и Preaching the Blues (2011) са идентични съответно на CD 1 и 2 на Madison Blues.
- Green Shadows (2003)
- The Essential Fleetwood Mac (2007)
- Opus Collection (2013)
- 50 Years – Don't Stop (2018)
- Before the Beginning: 1968–1970 Live & Demo Sessions (2019)

ЕP-та
- Extended Play (2013)

## Видеография

### Албуми с домашно видео
- Documentary and Live Concert (1981)
- Mirage Tour (1983)
- Tango in the Night Tour (1988)
- The Early Years 1967–1970 (1994)
- The Dance (1997)
- Classic Albums: Rumours (1997)
- Live in Boston (2004)
- Destiny Rules (2004)
- Don’t Stop (2009)
- Rumours: 35th Anniversary Edition Disc 3: The Rosebud Film (2013)
- Tango in the Night: Deluxe Edition Disc 4: Promotional Videos (2017)

### Музикални видеоклипове
- 1976 – "Rhiannon" (на живо)
- 1977 – "Go Your Own Way" (на живо)
- 1977 – "Dreams" (на живо)
- 1977 – "Don't Stop" (на живо)
- 1977 – "You Make Loving Fun" (на живо)
- 1979 – "Tusk"
- 1979 – "Sara" (на живо)
- 1979 – "Not That Funny" (на живо)
- 1982 – "Hold Me"
- 1982 – "Gypsy"
- 1982 – "Oh Diane" (на живо)
- 1987 – "Big Love"
- 1987 – "Seven Wonders"
- 1987 – "Little Lies"
- 1987 – "Family Man"
- 1987 – "Everywhere" (версия 1)
- 1987 – "Everywhere" (версия 2 с група)
- 1988 – "Isn't It Midnight" (на живо)
- 1988 – "As Long as You Follow"
- 1990 – "Save Me"
- 1990 – "In the Back of My Mind"
- 1990 – "Skies the Limit"
- 1992 – "Love Shines"
- 1992 – "Paper Doll"
- 1997 – "Silver Springs" (на живо)
- 1997 – "The Chain" (на живо)
- 1997 – "Temporary One" (на живо)
- 1997 – "Landslide" (на живо)
- 2003 – "Peacekeeper" (на живо)
- 2003 – "Say You Will" (на живо)